# نيمانيا كرستيتش
نيمانيا كرستيتش (بالصربية: Немања Крстић) مواليد 2 مارس 1993 في صربيا والجبل الأسود، هو لاعب كرة سلة صربي. بدأ مسيرته الاحترافية في سنة 2011. يلعب مع كابفنبيرغ بولز في الدوري النمساوي لكرة السلة.

## المسيرة الاحترافية
لعب مع نادي ميغا لكرة السلة من سنة 2012 إلى 2015، ثم لعب مع نادي إيجوكيا لكرة السلة في موسم 2015–2016، ثم لعب مع نادي مورنار بار لكرة السلة في سنة 2016، ثم لعب مع كابفنبيرغ بولز في سنة 2017.

## روابط خارجية
- نيمانيا كرستيتش على موقع الاتحاد الدولي لكرة السلة (الإنجليزية)
- نيمانيا كرستيتش على موقع كرة السلة الأوروبية.كوم (الإنجليزية)
- نيمانيا كرستيتش على موقع ريلجم (الإنجليزية)
- نيمانيا كرستيتش على موقع بروبوليرز (الإنجليزية)